# Batteriebefehlsstelle 66
Die Batteriebefehlsstelle 66, abgekürzt BBS-66 war ein in der DDR entwickeltes und in der Truppenluftabwehr der Nationalen Volksarmee eingesetztes Führungsfahrzeug. Im Nummernverzeichnis des Raketen- und Waffentechnischen Dienstes wurde der Batteriebefehlsstelle die Nummer 50 11 00 zugewiesen.

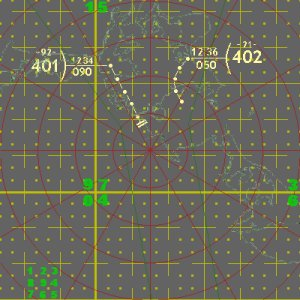
Luftlagekarte, wie sie in der NVA üblich war

Die Truppenluftabwehr der NVA war in den 1960er Jahren noch mit der 57-mm-Flak S-60 und der 100-mm-Flugabwehrkanone KS-19 ausgerüstet. Zur Feuerleitung standen dabei die Geschützrichtstationen GRS-4 und GRS-9 sowie später der Feuerleitkomplex RPK-1 zur Verfügung. Diese verfügten über die Möglichkeit der elektronischen Luftaufklärung, konnten auf den Sichtgeräten jedoch nur die vom eigenen Radargerät gelieferten Informationen darstellen. Ein Luftlagebild für die Flakbatterie konnte damit nur eingeschränkt bereitgestellt werden. Um die Führungsfähigkeit zu verbessern, wurde in den 1960er Jahren die Batteriebefehlsstelle 66 entwickelt und eingeführt.
Die Batteriebefehlsstelle 66 war einfach aufgebaut. Als Trägerfahrzeug kam ein geländegängiger Lkw vom Typ Robur LO 1800 A in der Ausführung Pritsche/Plane zum Einsatz. Auf der Ladefläche des Lkw wurde eine Luftlagekarte installiert. An Fernmeldemitteln standen zwei Funkgeräte R-105 zur Verfügung. Die Luftlagedaten wurden per Funk übermittelt und von Planzeichnern auf der Luftlagekarte eingetragen.
Als Ende der 1970er Jahre die Fla-Raketenkomplexe 2K11 und 2K12 in die NVA eingeführt wurden, gelangten die vorhandenen Batteriebefehlsstellen zusammen mit den S-60 zu den Mobilmachungsdivisionen, wo sie bis zur Auflösung der NVA verblieben. Die 100-mm-Flak KS-19 war bereits vorher ausgesondert wurden. Von der Bundeswehr wurden die Batteriebefehlsstellen ebenso wie die zugehörige 57-mm-Flak nicht übernommen.